# Smoline
Smoline (en ukrainien : Смоліне) ou Smolino (en russe : Смолино) est une commune urbaine de l'oblast de Kirovohrad, en Ukraine. Sa population s'élevait à 9 500 habitants.

## Géographie
Smoline se trouve à 26 km à l'ouest de Mala Vyska, à 73 km à l'ouest de Kropyvnytskyï et à 214 km au sud-sud-est de Kiev.

## Histoire
Un important gisement d'uranium a été mis en exploitation à Smoline en 1972. Le village de Smoline accéda au statut de commune urbaine en 1976.

## Population
Recensements (*) ou estimations de la population :
| 1979* | 1989* | 2001* | 2010  | 2011  |
| ----- | ----- | ----- | ----- | ----- |
| 4 995 | 9 976 | 9 454 | 9 693 | 9 745 |

| 2012  | 2013  | 2014  | 2015  | 2021  |
| ----- | ----- | ----- | ----- | ----- |
| 9 773 | 9 764 | 9 841 | 9 804 | 9 396 |